# Серафим (Остроумов)
Архиепи́скоп Серафи́м (в миру Михаил Митрофанович Остроумов; 6 ноября 1880, Москва — 8 декабря 1937, Катынский лес, Смоленская область) — епископ Русской православной церкви; с 1927 года архиепископ Смоленский и Дорогобужский.
Прославлен в лике святых Русской православной церкви в 2001 году.

## Биография
Родился в семье псаломщика храма Илии пророка, что на Воронцовом поле в г. Москве. Окончил Московское Заиконоспасское духовное училище, Московскую духовную семинарию (1900) и Московскую духовную академию со степенью кандидата богословия, был оставлен при ней профессорским стипендиатом (1904).
14 сентября 1904 года пострижен в монашество, с 13 сентября 1904 года — иеродиакон, с 19 сентября 1904 года — иеромонах.
С 28 октября 1904 года — исполняющий должность доцента Московской духовной академии по кафедре теории и истории проповедничества. Был назначен на должность митрополитом Владимиром (Богоявленским), желавшим увеличить в академии количество консервативно настроенных преподавателей-монахов. Однако совет академии отказался одобрить назначение, и иеромонаху Серафиму не удалось приступить к чтению лекций. В 1906 году был вынужден вместе с архимандритом Иосифом (Петровых) покинуть академию под давлением либеральной части преподавательской корпорации и студентов.

### Служение в Яблочинском монастыре
С 1906 года — наместник  Яблочинского Свято-Онуфриевского монастыря Холмской епархии, заместитель настоятеля архимандрита Иосифа (Петровых). С 1907 года — настоятель монастыря и заведующий Яблочинской второклассной школой с церковно-учительскими курсами.
С 2 февраля 1908 года — архимандрит; благочинный монастырей Холмской епархии.
Приложил много сил к обустройству Яблочинского монастыря. При его настоятельстве были построены Успенская часовня, храмы при двухлетней и сельскохозяйственной школах. В монастырском скиту над озером Белым сооружён храм во имя преподобных Сергия и Германа Валаамских, а сам скит благоустроен для монашеской жизни. Близ монастыря, за рекой Буг, была построена Сретенская часовня. В 85 километрах от монастыря было открыто его подворье в Дратовском лесу, посвящённое святому пророку Илье, там были возведены церковь и школа. При монастыре действовали гостиница и чайная для паломников, работали аптека и медицинская амбулатория. Монастырь бесплатно кормил обедами нищих.
Кроме церковно-приходской школы при монастыре работали две одноклассные школы, ремесленная с интернатом, а с 1911 года — и сельскохозяйственная, знакомившая учеников с сельхозмашинами, огородничеством, садовничеством, лесничеством, разведением домашних животных, производством и переработкой молока, бортничеством. В 1914 году в разных монастырских и примонастырских школах училось более 400 учеников.
В монастыре были приняты правила преподобного Василия Великого, введены общежитие и общая трапеза. Зимой для монахов организовывались специальные занятия, во время которых углублялись знания таинств, служб, истории и аскетизма. Монахи активно занимались миссионерской деятельностью.
31 августа 1909 года архимандрит Серафим был освобождён от обязанностей настоятеля и назначен миссионером-проповедником Холмской епархии. Однако уже 8 декабря это назначение было отменено, и архимандрит вернулся на прежнюю должность.

### Ректор семинарии
С 28 января 1914 года — ректор Холмской духовной семинарии. Был председателем Холмского Епархиального училищного совета, членом совета Свято-Богородицкого братства, редактировал издаваемые епархией газеты «Холмская церковная жизнь» и «Народная газета». В 1915 году, перед оставлением Холма русскими войсками, семинария была эвакуирована в Москву.

### Архиерейство
24 февраля 1916 года утверждён епископом Бельским, викарием Холмской епархии; хиротонисан 3 апреля в храме Христа Спасителя в Москве. 
С 27 мая 1917 года временно управлял Орловской епархией. С 18 августа 1917 года — епископ Орловский и Севский, избран паствой. Почётный член Орловского церковно-исторического общества, автор фотоальбомов местности Орловского края, делегат Всероссийского съезда духовенства и мирян.
Член Поместного Собора по должности, участвовал в 1-й сессии, член I, II, III, VI, VIII, XVIII отделов.
В 1918 году дважды заключался под домашний арест.
В 1922 году был арестован, обвинён в «активном сопротивлении против конфискации церковного имущества» и приговорён к 7 годам тюрьмы с полной изоляцией, затем срок заключения был сокращён.
В этот период епископу Серафиму маленьким мальчиком прислуживал в храме Иоанн Крестьянкин.
29 мая 1924 года возведён в сан архиепископа. Активно боролся с обновленчеством. В 1926 году выслан за пределы епархии.
С 1 ноября 1927 года — архиепископ Смоленский и Дорогобужский. В период его управления епархией власти постоянно усиливали давление на Церковь — закрывали храмы, изымали колокола и литургические облачения.

### Арест, ссылка, мученическая кончина
Арестован 11 ноября 1936 года, вместе с девятью священнослужителями обвинён в антисоветской пропаганде и «руководстве контрреволюционной группой церковников», виновным себя не признал. Был приговорён к 5 годам лишения свободы. В ноябре 1937 года следствие возобновилось в Карлаге, владыка был этапирован в Смоленск и приговорён тройкой при Смоленском УНКВД к высшей мере наказания. Расстрелян 8 декабря 1937 года в Катынском лесу около Смоленска.

## Канонизация и почитание
Решением Священного синода Русской православной церкви от 17 июля 2001 года его имя включено в Собор новомучеников и исповедников Церкви Русской.
7 декабря 2013 года у поклонного креста на русской стороне мемориального комплекса в Катыни были совершены молебен святому и заупокойная лития по всем невинно убиенным в годы репрессий.
В 2014 году в Катыни по инициативе Патриарха Кирилла открыли памятник священномученику Серафиму Остроумову. Почтить память архиепископа Серафима и всех безвинно убиенных в годы лихолетий в храм-памятник в честь Воскресения Христова в Катыни пришли смоленское, польское и белорусское православное духовенство, представители местной власти, военнослужащие, верующие (smolnarod.ru).
В 2017 году, к 80-летию со дня мученической смерти священномученика Серафима (Остроумова), вышла книга епископа Серафима (Амельченкова) «Пастырство священномученика Серафима (Остроумова), архиепископа Смоленского в Польше и России», в которой на основе архивных материалов представлен анализ служения иерарха. Презентация книги состоялась 7 декабря 2017 года в стенах Смоленской духовной семинарии.

## Серафим (Остроумов) и Михаил Поздеев
В 1939 году за погибшего к тому времени владыку Серафима выдавал себя Михаил Поздеев (1887—1971). На допросе в 1940 году он так описывал начало своего «самозванчества»:

Я отправился в село Лепёшкино, посетил церковь и имел разговор со священником Дмитрием. На вопрос последнего, как меня зовут, я ответил: «Серафим», после чего священник Дмитрий заявил, что он меня узнал и что моя фамилия Остроумов, приняв меня за Смоленского епископа Остроумова. Находясь в тяжёлых материальных условиях, я был рад тому, что он меня наталкивает на мысль назвать себя Остроумовым, которого он во мне узнал, и поэтому заявил ему, что я есть действительно Смоленский епископ Остроумов Серафим.

Вплоть до ареста в 1940 году Михаил Поздеев, согласно данным следствия, представлялся как Серафим (Остроумов) и другим верующим. Он был приговорён к восьми годам лишения свободы. После освобождения именовал себя владыкой Серафимом (Поздеевым).